# Księstwo przemyskie
Księstwo przemyskie – udzielne księstwo ruskie ze stolicą w Przemyślu, istniejące na przełomie XI i XII wieku.
Księstwo przemyskie wydzielone zostało z Księstwa Włodzimierskiego, z grodami w Przemyślu, Zwenigrodzie i Trembowli. Władcą jego był książę włodzimierski Rościsław Włodzimierzowic, żonaty z Iloną, córką króla węgierskiego Beli I. Po śmierci teścia w 1060, utracił on księstwo, a sam zmarł w 1066.
W roku 1080 Przemyśl został zajęty przez księcia kijowskiego Wsiewołoda Jarosławowicza. Przekazał on gród we władanie księcia włodzimiersko-turowskiego Jaropełka-Piotra Izasławicza.  
W 1085 roku księstwo odzyskali Rościsławowiczowie, w tym roku jako książę przemyski wymieniany jest Ruryk Rościsławicz. Z 1087 roku pochodzi następna informacja, że Ruryk włada Przemyślem, a jego bracia Wołodar Rościsławicz - Zwenigrodem, a Wasylko Rościsławicz - Trembowlą. W następnych latach księstwo było areną walk między księstwami ruskimi.
Wołodar, brat Ruryka objął księstwo w 1092. Przyczyniła się do tego śmierć brata, Ruryka, oraz małżeństwo Wołodara z córką księcia pomorskiego. Zjazd w Lubeczu w 1097 roku potwierdził władzę Wołodara w Przemyślu i Zwenigrodzie. Wkrótce potem Wołodar musiał stoczyć dwie wojny w obronie niezależności – ze Światopełkiem kijowskim i węgierskim Kolomanem, obie zwycięskie. Umocniwszy panowanie, Wołodar staczał później wojny z Polską. Po śmierci Wołodara w 1124 rozpoczęły się walki jego synów o sukcesję. Zwyciężył w nich syn Wołodara, Władymirko Wołodarowicz, który zjednoczył Księstwo z księstwem trembowelskim i księstwem dźwinogrodzkim, tworząc Księstwo Halickie.
Jednak przyłączenie się Władymirka do węgierskiego najazdu na Polskę w 1135 spowodowało wyprawę odwetową Bolesława Krzywoustego, co zmusiło Władymirka do przeniesienia stolicy w 1141 do Halicza. Decyzja ta spowodowała, że ziemie księstwa przemyskiego znalazły się we władaniu Polski.
Przemyśl został ponownie stolicą księstwa w roku 1187, kiedy władzę w nim objął Wołodymyr Jarosławowicz, syn Jarosława Ośmiomysła, który odmówił podporządkowania się swojemu bratu Olegowi Jarosławowiczowi. Po obaleniu Olega Wołodymyr objął władzę w Księstwie Halickim, ale został usunięty przez miejscowych bojarów. Księstwo halickie (wraz z władzą w Przemyślu), przy pomocy polskiej objął książę włodzimierski Roman Mścisławowicz, który został usunięty  wskutek interwencji króla węgierskiego Beli III. Władzę w Haliczu i Przemyślu objął brat Beli III - Andrzej, który uwięził Wołodymyra Jarosławowicza. Po jego uwolnieniu rozpoczęły się kolejne walki o Przemyśl i Halicz.
W 1189 książę Wołodymyr dzięki pomocy cesarza rzymskiego Fryderyka I Barbarossy i książąt ruskich odzyskał swoje dziedzictwo, rządząc do swej śmierci w 1199. Po nim władzę przy pomocy księcia Leszka Białego objął ponownie Roman Mścisławowicz, jednocząc ziemie zachodnioruskie w księstwo halicko-wołyńskie. 

## Książęta przemyscy
- Ruryk Rościsławicz ok. 1085–1092
- Wołodar Rościsławicz 1097–1124
- Rościsław Wołodarewicz 1124–1129
- Władymirko 1129–1141

- Wołodymyr Jarosławowicz 1187